# Walther Meißner
Walther Meißner (ou ainda Fritz Walther Meißner; Berlim, 16 de dezembro de 1882 — Munique, 15 de novembro de 1974) foi um físico alemão.
Estudou engenharia mecânica na Technischen Hochschule Charlottenburg e, mais tarde, matemática e física na Friedrich-Wilhelms-Universität de Berlim. Seu orientador de doutorado foi Max Planck. Ele entrou, então, no  Physikalisch-Technische Reichsanstalt. De 1922 a 1925, ele construiu o terceiro maior liquidificador de hélio, e descobriu em 1933 o Efeito Meissner. Um ano mais tarde, foi chamado para ser professor de física técnica no Instituto de Tecnologia de Munique. Depois da Segunda Guerra Mundial, tornou-se o presidente da Academia de Ciências e Humanismo da Baviera. Em 1946, foi indicado como diretor da primeira comissão de pesquisa de baixas temperaturas da academia. Os laboratórios localizava-se em Herrsching am Ammersee até 1965, quando foram mudados para Garching bei München. Walther Meißner morreu em Munique, em 1974.